# Aloe boylei
Aloe boylei ist eine Pflanzenart der Gattung der Aloen in der Unterfamilie der Affodillgewächse (Asphodeloideae). Das Artepitheton boylei ehrt Herrn F. Boyle, einen der ersten Sammler der Art.

## Beschreibung

### Vegetative Merkmale
Aloe boylei wächst stammbildend, ist einfach oder sprosst aus der Basis und bildet Gruppen mit bis zu zwölf Trieben. Die Triebe sind kurz oder erreichen im Alter eine Länge von bis zu 20 Zentimeter und sind 6 Zentimeter dick. Die etwa zehn bis 14 lanzettlichen bis schwertförmigen Laubblätter bilden eine Rosette. Die dunkelgrüne Blattspreite ist 50 bis 60 Zentimeter lang und 1,5 bis 3 Zentimeter breit. Die Blattoberseite ist gelegentlich liniert und nahe der Basis mit wenigen zerstreuten elliptischen Flecken besetzt. Die Blattunterseite ist von der Basis bis zur Mitte mit zahlreichen weißen Flecken bedeckt. Der weiche weiße Blattrand ist etwa 2 Millimeter breit. Die weichen, weißen Zähne am Blattrand sind 1 bis 3 Millimeter lang und stehen 2 bis 3 Millimeter voneinander entfernt. Zur Blattspitze hin werden sie kleiner und stehen stärker gedrängt beisammen.

### Blütenstände und Blüten
Der einfache Blütenstand erreicht eine Länge von 40 bis 60 Zentimeter. Die kopfigen Trauben sind 10 bis 12 Zentimeter lang und ebenso breit. Sie bestehen aus etwa 40 Blüten. Die eiförmigen, spitz zulaufenden Brakteen weisen eine Länge von etwa 20 bis 23 Millimetern auf. Die lachsrosafarbenen, grün gespitzten Blüten stehen an 40 bis 45 Millimeter langen Blütenstielen. Die Blüten sind 30 bis 35 Millimeter lang und an ihrer Basis verschmälert. Auf Höhe des Fruchtknotens weisen sie einen Durchmesser von 11 bis 12 Millimeter auf. Darüber sind die Blüten zur Mündung auf 8 bis 9 Millimeter verengt. Ihre Perigonblätter sind  nicht miteinander verwachsen. Die Staubblätter und der Griffel ragen bis zu 1 Millimeter aus der Blüte heraus.

### Genetik
Die Chromosomenzahl beträgt {\displaystyle 2n=14}.

## Systematik und Verbreitung
Aloe boylei ist in Südafrika verbreitet. Aloe boylei subsp. boylei wächst in den südafrikanischen Provinzen KwaZulu-Natal, Mpumalanga und Limpopo auf felsigen, offenen grasigen Hängen in Höhen von 1800 bis 3000 Metern. Aloe boylei subsp. major ist außerdem in der Provinz Ostkap verbreitet. Die Unterart wächst auf trockenem, steinigen Grasland in Höhen vom 600 bis 1800 Metern.
Die Erstbeschreibung durch John Gilbert Baker wurde 1892 veröffentlicht. Synonyme sind Aloe micracantha Pole-Evans (1923, nom. illeg. ICBN-Artikel 53.1) und Aloe agrophila Reynolds (1936).
Es werden folgende Unterarten unterschieden:
- Aloe boylei subsp. boylei
- Aloe boylei subsp. major Hilliard & B.L.Burtt

Aloe boylei subsp. major

Aloe boylei subsp. major unterscheidet sich von Aloe boylei subsp. boylei durch einen robusteren Habitus. Die Blätter sind 7 Zentimeter breit, die Blüten sind 40 Millimeter lang. Die Erstbeschreibung dieser Unterart durch Olive Mary Hilliard und Brian Laurence Burtt wurde 1985 veröffentlicht.

## Nachweise